# Ultramen
Ultramen é uma banda brasileira formada em Porto Alegre em 1991. A banda mistura vários ritmos, como rock, funk, rap, samba-rock, soul e reggae de maneira única, em um estilo muito particular e difícil de rotular. Sua formação atual conta com Tonho Crocco (vocal), Chico Paixão (guitarra), Pedro Porto (baixo), Zé Darcy (bateria), Malásia (percussão), DJ Anderson (toca-discos), e Leonardo Boff (teclados).

## História
A banda iniciou suas atividades em Porto Alegre no ano de 1991 a partir da reunião de dois colegas da faculdade de Biologia da UFRGS, o baixista Pedro Porto e o baterista Zé Darcy. A ideia inicial era misturar som pesado com balanço black e vocais rap. O primeiro ensaio foi feito com o guitarrista Zê, o qual foi logo substituído por Júlio Porto (irmão de Pedro), que já tocavam juntos na extinta banda Garagem Hermética. Essa formação chegou a gravar uma demo com duas músicas, com Zé Darcy na composição das letras e fazendo também vocais e scratches. A partir de um anúncio colocado pela banda na rádio Ipanema FM, Tonho Crocco apareceu para ocupar a vaga de vocalista. Na sequência, entraram o percussionista Malásia, que tocava com Zé na também extinta Corporação Brand, e o saxofonista Perú. Essa formação fez os primeiros shows em Porto Alegre e interior do Estado, com destaque para o primeiro de todos (1991) na beira da praia em Ipanema, o qual foi interrompido nas primeiras músicas devido à má recepção por parte dos organizadores do evento em relação à prática, muito comum na época, do mosh/stage diving. Também foi como sexteto que a Ultramen gravou as duas fitas-demo oficiais: Ultramen (1991) e Sem Piedade (1992). Através desses shows e divulgação das demos, a banda começou a se firmar como uma das principais bandas da cena porto-alegrense e gaúcha, chamando atenção a nível nacional, sendo convidada a participar de festivais como o Superdemo (Rio de Janeiro e Curitiba, 1995) e shows em outros estados, como Santa Catarina, Espírito Santo e Bahia. Em 1996, o saxofonista Perú deixa a banda e, em seguida, vai para Londres, onde vive até hoje. Em 1997, por ocasião das gravações do seu disco de estreia, entra Marcito, a princípio apenas uma participação. Mais ou menos nessa fase, outras influências começaram a aparecer com força na mistura musical do grupo, como a música brasileira e o reggae.
Em 1997, o grupo entra nos estúdios da ISAEC, em Porto Alegre, e grava seu primeiro álbum. Sete anos após sua criação, em 1998, lança o álbum homônimo, conhecido pela capa da "motinho", em parceria com a gravadora Rocklt!, do ex-guitarrista da Legião Urbana, Dado Villa-Lobos. As músicas "Bico de Luz" e "Vou a Mais de Cem" foram registradas em videoclipes e fizeram sucesso país afora, o que rendeu ao conjunto shows por todo Brasil.
Em 2000, é lançado Olelê, gravado em um sítio na cidade de Morungava e masterizado no Rio de Janeiro, com inúmeras canções sendo executadas nas rádios gaúchas e brasileiras, como "Preserve", "A Estrada Perdida", "General" e "Dívida", esta última regravada e interpretada por outros artistas brasileiros como Sambô e Thiaguinho e registrada em videoclipe produzido por Cláudio Veríssimo. Na época, a banda atinge um patamar alto de apresentações em shows e programas de rádio e TV e o guitarrista Júlio Porto resolve sair. Em seu lugar entra Alexandre Guri.
Em 2001, a rádio Atlântida FM distribui uma edição limitada do CD A Era do Rádio ao Vivo, que inclui performances ao vivo em estúdio e no extinto bar Manara em Porto Alegre.
Em 2002 a banda lança O Incrível Caso da Música Que Encolheu e Outras Histórias, produzido em São Paulo por Daniel Ganjaman, com as conhecidas "Santo Forte", "Alto e Distante Daqui" e "Máquina do Tempo". Dois anos depois, o guitarrista Alexandre Guri deixa a banda para morar no exterior e Júlio Porto assume novamente seu antigo posto.
Em 2005, é lançado o CD/DVD Acústico MTV: Bandas Gaúchas, em que a banda divide o palco com Bidê ou Balde, Cachorro Grande e Wander Wildner.  
Um ano depois, a banda lança mais um álbum de estúdio, Capa Preta (2006), contendo as faixas Tubarãozinho, que rende mais um videoclipe produzido por Cláudio Veríssimo e É Proibido, ambas faixas com grande execução na mídia.  
Em 2008, a banda anuncia uma parada por tempo indeterminado. Em 7 de março de 2013, a banda se apresentou no Opinião, em Porto Alegre, mesmo local onde realizaram uma das últimas apresentações em 2008, que rendeu o CD/DVD Máquina do Tempo, lançado em 2016 pelo selo Hearts Bleed Blue. Desde o retorno às atividades em 2013, a banda continua se apresentando nos palcos gaúchos, sem a presença do percussionista Marcito, que deixou o grupo em 2015, e com as guitarras ao comando de Chico Paixão, conhecido por seus trabalhos com a Funkalister e bandas de rock/black music. A banda fez muito sucesso com a música "Canto Alegretense" versão em hip hop que traz a participação do cantor Neto Fagundes.  
Em 2018, a banda lança seu quinto álbum de estúdio, Tente Enxergar, seguindo com aquela mistura de ritmos e faixas como "Felicidade Espacial", "Pineal" e "O Chaveiro".

## Discografia

### Álbuns de estúdio
- (1998) Ultramen
- (2000) Olelê
- (2002) O Incrível Caso da Música Que Encolheu e Outras Histórias
- (2006) Capa Preta
- (2018) Tente Enxergar

### DVDs ao vivo
- (2005) Acústico MTV: Bandas Gaúchas (com Bidê ou Balde, Cachorro Grande e Wander Wildner)
- (2016) Máquina do Tempo

## Integrantes

#### Formação atual
- Tonho Crocco – vocais (1991–2008; 2013–presente)
- Pedro Porto – baixo (1991–2008; 2013–presente)
- DJ Anderson – toca-discos (1991–2008; 2013–presente)
- Zé Darcy – bateria (1991–2008; 2013–presente)
- Malásia – percussão (1991–2008; 2013–presente)
- Chico Paixão – guitarra (2013–presente)

#### Ex-integrantes
- Júlio Porto – guitarra (1991–2000; 2004–2008)
- Peru – saxofone (1991–1996)
- Marcito – percussão (1997–2008; 2013–2015)
- Alexandre Guri – guitarra (2000–2004)

## Prêmios e indicações

### Prêmio Açorianos
| Ano  | Categoria                   | Indicação  | Resultado |
| ---- | --------------------------- | ---------- | --------- |
| 1997 | Grupo Musical               | Ultramen   | Indicado  |
| 1998 | Disco de Rock, Pop ou Blues | Ultramen   | Indicado  |
| 1998 | Espetáculo                  | Ultramen   | Indicado  |
| 1999 | Grupo de Pop/Rock           | Ultramen   | Venceu    |
| 2000 | Grupo de Pop/Rock           | Ultramen   | Venceu    |
| 2000 | Disco de Pop/Rock           | Olelê      | Venceu    |
| 2000 | Música ou Canção            | Peleia     | Venceu    |
| 2004 | Grupo do Ano                | Ultramen   | Indicado  |
| 2006 | Disco de Pop                | Capa Preta | Venceu    |